# Plexo pterigóideo
O plexo venoso pterigóideo é um coletor venoso: Recolhe o sangue a partir da veia maxilar, incluindo a região dos dentes. É drenado para a veia jugular externa.

## Localização
- Fossa Infratemporal